# Бег из дивљине
Бег из дивљине (енгл. The Way Back) је епска драма-филм, инспирисана мемоарима бившег пољског политичког заробљеника Славомира Равице који је побегао са својим пријатељима иѕ Совјетског Гулага и препешачио 5.000 километара до слободе.

## Радња филма
Током Другог светског рата, након Совјетске инвазије на Пољску, млади пољски војни официр Јануш Вицек је ухапшен као ратни политички заробљеник и бива насилно испитиван од КГБ-а. Пошто Совјети не могу да га натерају да призна да је шпијун притварају његову супругу од које мучењем изнуђују лажну изјаву, како би га осудили. Преким судом је осуђен на 20 година у Гулагу (најтежем радном логору у дубоком Сибиру).
У Гулагу, Јануш се састаје са људима са којим касније планира бекство: господин Смит — амерички инжењер; Томаз — пољски уметник; Кхабаров - глумац; Волка — тежак руски криминалац; Вос — летонски свештеник; Казик — Пољак који пати од ноћног слепила; Зоран — југословенски рачуновођа.
Они беже током најтеже снежне олује, која им помаже скривајући им трагове. Казик већ друге вечери умире од смрзавања. После много дана ходања група долази до Бајкалског језера. Тамо срећу Ирену — младу пољску девојку која им каже да су јој руски војници пред очима силовали и убили родитеље и да су је послали на пољопривредно добро у близини Варшаве, одакле је побегла јер су се према њој сурово односили. Господин Смит открива нетачности у њеној причи јер тада Варшавом владају Немци, а не Руси, као што је она рекла. Ипак, упркос његовим сумњама да ће их она успоравати, он се ипак слаже да је пусте у групу.
Када група стигне до границе између Совјетског савеза и Монголије, Валка, који обожава Стаљина, одлучује да остане у Русији. Остатак групе је наставио према Улан Батору, али убрзо схватају да је и Монголија под комунистичком контролом јер виде Стаљинове слике на сваком ћошку. То је био сигуран знак да морају да крену за Индију, и то кроз најтежу пустињу на свету — Гоби. Недостатак воде, пешчане олује, опекотине и пликови од сунца ослабљују групу. Ирена се руши неколико пута и ускоро умире у највећим мукама. Неколико дана касније умире и Томас и господин Смит је на ивици смрти. Кад су дошли на Хималаје, тек тад су сви били на ивици смрти. Спасили су их тибетански монаси који су их одвели у будистички манастир да поврате своју снагу.
На крају филма, Јануш се враћа у Пољску 1989. године (после 50 година) када је Пољска свргла комунизам.
Ова група људи је, и да није свесна, извела највећи подухват преживљавања у историји.

## Улоге
- Џим Стерџес (енгл. Jim Sturgess) као Јануш, млади пољски затвореник
- Колин Фарел (енгл. Colin Farrell) као Валка, тежак руски затвореник и коцкар
- Ед Харис (енгл. Ed Harris) као Мр.Смит, амерички затвореник и бивши инжењер
- Серше Ронан (енгл. Saoirse Ronan) као Ирена, сироче у бекству из Совјетске Русије

## Позадина филма
Филм је слободније заснован на мемоарима Славомира Равице који приказује његово бекство из Сибирског Гулага, а касније и 5.000 километара хода до слободе.
Књига је веома брзо продата у преко пола милиона примерака и као таква постаје инспирација за многе истраживаче и авантуристе. У 2006. години Би Би Си проналази записе који показују да је Равиц, пре него што је побегао из Гулага, заправо пуштен од СССР-а 1942. године. Међутим, у мају 2009. године Витолд Глински, ветеран Другог светског рата, који живи у Великој Британији, почео је да тврди да је основа Равицове приче истина, али заправо је прича о томе шта се десило са њим, а не са Равицом. Тврдње Глинског су и данас озбиљна питања. Без обзира на ову дилему режисер Питер Веир је снимио филм о догађају који се заиста догодио.